# Сономын Чоймбол
Сономын Чоймбол (монг. Сономын Чоймбол; 1907—1970) — монгольский скульптор-монументалист, автор памятника Сухэ-Батору в Улан-Баторе. Заслуженный художник МНР.

## Биография

### Ранние годы и образование
Чоймбол родился в Тушэту-ханском хошуне Тушэту-ханского аймака Внешней Монголии к северо-западу от Хархорина (совр. сомон Хотонт аймака Архангай) в местности к югу от горы Лун-Хайрхан в 1907 году. Был вторым сыном небогатого тайджи Соднома, занимавшегося чеканкой и художественной обработкой кожи (тиснением и аппликацией); рос в многодетной семье с двумя братьями и пятью сёстрами. В шесть лет отец отдал Чоймбола в ученики к настоятелю местного монастыря Эрдэни-Дзу Бизье, начал учить монгольский и тибетский языки. До 1935 года Чоймбол учился буддийской иконографии, а также художественным промыслам у своего родного брата Шарава, который работал в Эрдэни-Дзу иконописцем; достиг учёной степени габджу и занял в монастыре должность гэбкуя.

### Художественная карьера в МНР
Ещё до закрытия Эрдэни-Дзу в ходе чойбалсановских репрессий, в 1936 году, Чоймбол оставил монашество и, собрав ремесленников хошуна, на общие деньги основал частное предприятие. Они организовали вывоз леса с Хангая и занялись производством сундуков, сёдел и прочей хозяйственно-бытовой утвари. После основания в архангайском сомоне Лунэ 14-й художественно-производственной артели был избран её председателем. Однако в конце 1937 года был привлечён по делу о контрреволюционной деятельности и из-за своего дворянского происхождения и бывшей высокой монастырской должности постановлением № 21 от марта 1938 года Чрезвычайной комиссии был приговорён к 10 годам заключения.
Начальство МВД, в ведении которого находился трудовой лагерь, в котором работал на строительных работах Чойном, обратило на него своё внимание после того, как он вырезал несколько недостающих пешек для их шахматного набора. После того, как начальство увидело выполненные Чоймболом барельефы советских и монгольских революционных вождей на фасаде первой в столице средней школы, располагавшихся напротив особняка Чойбалсана, его было решено освободить с условием, что он сменит своё отчество с «Содномын» на «Сономын» и тем самым отречётся от своего «феодального» прошлого. После освобождения он был направлен на обучение в Москву, на стажировку в мастерскую к советскому скульптору С. Д. Меркурову. Проучившись в Москве, Чоймбол вернулся в МНР, привезя с собой семь эскизов будущей статуи Сухэ-Батора. В ходе создания статуи возглавил первую в стране скульпторскую группу.
Конная статуя Сухэ-Батора, установленная в столице к годовщине Народной революции в 1946 году, была отмечена Государственной премией МНР. Другие работы Чоймбола — «Чойбалсан» (бетон, 1947), декоративная станковая скульптура «Выход борца» (гипс, 1958), портреты.
В 1949 году Чоймбол был назначен директором улан-баторской мебельной фабрики. 
16 июня 1993 года согласно решению реабилитационной комиссии вынесенный Чоймболу приговор о десятилетнем заключении был признан неоправданным.

## Награды, звания, дань памяти
- В 1941 году был награждён Орденом Трудового Красного Знамени, а впоследствии, за успешное применение в изготовлении статуи технологии производства искусственного гранита — орденом Полярной звезды.
- В 1957 году был отмечен званием почётного деятеля искусств МНР.
- В 1997 году, во время 90-летнего юбилея Чоймбола, улица, на которой располагалась возглавлявшаяся им фабрика, была названа в его честь.
- В 2000 году по результатам опроса, проводившегося газетой «Зууны мэдээ», Чоймбол был признан «передовым скульптором столетия».